# Suède au Concours Eurovision de la chanson 1991
La Suède a participé au Concours Eurovision de la chanson 1991 à Rome, en Italie. C'est la 31e participation et la 3e victoire suédoise au Concours Eurovision de la chanson.
Le pays est représenté par Carola et la chanson Fångad av en stormvind, sélectionnées au moyen du Melodifestivalen organisé par Sveriges Television.

## Sélection

### Melodifestivalen 1991
Le radiodiffuseur suédois, Sveriges Television (SVT), organise la 30e édition du Melodifestivalen pour sélectionner l'artiste et la chanson représentant la Suède au Concours Eurovision de la chanson 1991.
La finale nationale, présentée par Harald Treutiger (sv), a lieu le 31 mars 1991 à Malmö.
Les chansons sont toutes interprétées en suédois, langue nationale de la Suède. Seuls les résultats des cinq premières chansons sont connus.
Lors de cette sélection, c'est la chanteuse Carola Häggkvist, sous le nom de scène Carola, et la chanson Fångad av en stormvind, écrite et composée par Stephan Berg (sv) avec Anders Berglund (sv) comme chef d'orchestre, qui furent choisies.

#### Finale
| Ordre | Artiste             | Chanson                  | Traduction                 | Points | Place |
| ----- | ------------------- | ------------------------ | -------------------------- | ------ | ----- |
| 1     | Laila Dahl (sv)     | Annie                    | -                          | 33     | 4     |
| 2     | Pernilla Wahlgren   | Tvillingsjäl             | Âme jumelle                | -      | -     |
| 3     | Diana Nuñez (sv)    | Kärlekens dans           | Danse de l'amour           | -      | -     |
| 4     | John Ekedahl (sv)   | Stanna du i dina drömmar | Reste dans tes rêves       | -      | -     |
| 5     | Jessica Wimert (sv) | Änglar                   | Anges                      | -      | -     |
| 6     | Towe Jaarnek (en)   | Ett liv med dig          | Une vie avec toi           | 46     | 2     |
| 7     | Jim Jidhed (en)     | Kommer du ihåg mig?      | Te souviens-tu de moi      | 45     | 3     |
| 8     | Carola              | Fångad av en stormvind   | Prisonnière d'une tempête  | 78     | 1     |
| 9     | Tove Naess (sv)     | Låt mig se ett under     | Laisse-moi voir un miracle | 29     | 5     |
| 10    | Sharon Dyall (en)   | Ge mig ett svar          | Donne-moi une réponse      | -      | -     |

## À l'Eurovision

### Points attribués par la Suède
| 12 points | Malte      |
| 10 points | Islande    |
| 8 points  | Suisse     |
| 7 points  | Portugal   |
| 6 points  | Israël     |
| 5 points  | France     |
| 4 points  | Espagne    |
| 3 points  | Danemark   |
| 2 points  | Belgique   |
| 1 point   | Luxembourg |

### Points attribués à la Suède
| 12 points                                      | 10 points                                          | 8 points             | 7 points     | 6 points                         |
| ---------------------------------------------- | -------------------------------------------------- | -------------------- | ------------ | -------------------------------- |
| - Allemagne - Danemark - Islande - Royaume-Uni | - Autriche - Belgique - Israël - Portugal - Suisse | - Finlande - Norvège | - Luxembourg | - Chypre - Turquie - Yougoslavie |
| 5 points                                       | 4 points                                           | 3 points             | 2 points     | 1 point                          |
|                                                | - Espagne                                          | - Irlande            |              |                                  |

Carola interprète Fångad av en stormvind en 8e position, après le Luxembourg et avant la France. 
Au terme du vote final, la Suède termine 1re, ex æquo avec la France, obtenant toutes deux 146 points, sur 22 pays.
La règle sur les ex æquo fut alors utilisée et le superviseur du concours procède au décompte des « douze points ». Étant donné que chacun des deux pays en avaient reçu quatre, les « dix points » sont décomptés, la France en avait reçu deux et la Suède, cinq. Par conséquent, la Suède est proclamée vainqueur et la France termine deuxième.